# Regla de contrariedad de los esmaltes

Escudo de armas del Conde de Arundel (1200–1215): En campo de gules, un león rampante de oro, metal sobre color, una ilustración básica y antigua de la aplicación de la Regla de contrariedad de los esmaltes

En heráldica, la repartición de los colores en tres grupos no era formal, pero responde bien al problema técnico de legibilidad, expresado por la llamada regla de contrariedad de colores, que se expresa así:

nunca metal sobre metal, ni esmalte sobre esmalte.

Si se considera la característica de los metales de ser tintes claros, pálidos y aquella de los esmaltes de ser tintes francos, profundos e intensos, la ley podría enunciarse así: nunca pálido sobre pálido, ni intenso sobre intenso, evidentemente define la obligación de contraste permitiendo una buena legibilidad.
- Aclaración 1. Los forros, compuestos de un esmalte y de un metal, escapan por naturaleza a esta regla. De hecho pueden ubicarse donde sea: sobre o bajo un metal, un esmalte y aun de otro forro.
- Aclaración 2. La regla utiliza sobre y no al lado y por tanto concierne los cargos (los cuales se ponen sobre el campo o sobre otro cargo) y no a las particiones, que dividen un campo o un cargo en zonas adyacentes pero con el mismo nivel de reputación.

Algunos autores han querido extender la regla hasta las particiones, pero para algunos es imposible de respetar y la realidad de las armerías muestra que esta extensión no constituye más que una tendencia. Esta tendencia es fuerte en lo que concierne a los rebatimientos.

## Excepciones

Armas de Hungría, con un trimonte de sinople (verde) en un campo de gules (rojo).

Un trimonte aparece en el escudo de armas de Hungría (aquí a la derecha). En este caso el campo es gules (rojo), y por la regla de contrariedad debería tener sólo colores claros en él. En su lugar, tiene un trimonte verde usado en violación de la regla. Sin embargo ha sido comentado por algunos que el monte o el trimonte verde son parte de la base del escudo en lugar de ser un cargo en el mismo, haciendo a la regla inválida.
La fimbración, el rodeo de un cargo por una delgada frontera, puede obviar lo que de alguna otra manera sería una violación a la regla, como la bandera del Reino Unido (que, aun siendo una bandera y no un escudo, fue diseñada usando principios heráldicos).
Para simplificar, los ejemplos siguientes no portan forros, que escapan a la regla. 

### Excepciones ligadas ala concepción
- Un cargo es particionado de por lo menos un esmalte y un metal y está puesto sobre un campo unido. Ejemplo: Ebreuil, De gules a la cruz cuartelada de plata y de azur, cantonada de 4 flores de lis de oro (el azur de la cruz está sobre el gules del campo).

Antiguo escudo de armas de la ciudad de Ébreuil.

- Un cargo brochante sobre una participación portando al menos un metal y un esmalte. Ejemplo: las armerías de Poitou-Charente, cortado de plata y de sable, al león de gules armado y lampasado de azur brochante sobre el todo (en punta el gules está sobre el sable, es inevitable)

- Un mueble presenta los detalles utilizando un color del grupo opuesto al color general. Ejemplo: las armerías corsas de plata a la cabeza de moro de sable, animada y ondulada del campo: el tejido que rodea la cabeza del moro, el ondulado es del mismo color que el fondo del escudo:

### Excepciones ligadas ala historia
- Es el caso principalmente de los aumentos, donde la pieza (muy raramente, el mueble) acordada por el suzerano a su vasallo, tiene una oportunidad en dos de contravenir a la regla y las armerías pueden aparecer erróneas. Para mostrar que se ha reconocido una excepción, el blasonamiento utiliza el término de cosido que tiende a hacer pensar que no se ha puesto sobre sino posicionada por costura al mismo nivel, como una partición -lo que los hace conformarse a la regla. Ejemplo: las armerías de Lyon: de gules a un león de plata, al jefe cosido de Francia. (de Francia es un recurso heráldico para: de azur a tres flores de lis de oro). El equivalente cuando los colores son metales es soldado, aunque este término ha caído en desuso.[1]

- Las brisuras (sean borduras,[2] las brisuras inglesas o cualquier otra marca) (y se suponen también las marcas de distinción, pueden ser excepciones a esta regla. (Un ejemplo pueden ser las armas de Anjou: Azur a tres flores de lis de oro y una bordura de gules.[3] También en Gran Bretaña, cantones añadidos para indicar baronet de Ulster (plata a la mano de gules) ignora esta regla; de otra manera no puede ser portada con un campo de metal. Los aumentos y, en teoría, las reducciones no tienen que conformarse a esta regla. Otro ejemplo: las armerías de Artois: de azur sembrado de flores de lis de oro y brisado en el jefe de un lambel de gules de tres colgantes cargados cada uno de tres castillos del segundo (ordenados en palo):

- Ciertas armerías erróneas lo serían porque fueron concebidas antes de que la regla de contrariedad de los colores fuera bien fijada. Es la explicación que se le da, a veces, a la creación de las armerías del Reino de Jerusalén. (Lo que es poco creíble porque el blasón original del Reino de Jerusalén, teniendo un campo de gules, era correcto).

### Excepciones que son, de hecho,transgresiones
Estas transgresiones son frecuentemente explicadas por la historia personal del poseedor, quien pretendía, de esta manera, afirmar su poder.
- El ejemplo más famoso es el de las armerías de Jerusalén (metal sobre metal) recuperados por Godofredo de Bouillón, reconocidas por el Santo Sepulcro, después de la Cruzada: de plata a la cruz potenzada de oro cantonada de cuatro crucecitas de lo mismo:

.
Esta transgresión se explica de maneras diferentes según los autores.

(Por su parte, E. Simon de Bon court, en su 'Gramática del blasón (1885) dice: 

El año 1099, después de la toma de Jerusalén por los Cruzados, es Godofredo de Bouillon quien se encarga de blasonar con el nuevo reino. Los barones reunidos le dieron "un campo de plata a la cruz de oro acompañada de cuatro crucetas de lo mismo.

Esto violaba la regla de se acaba de citar: pero lo hicieron a sabiendas, pretendiendo que el oro y el plata eran los únicos dignos de representar el instrumento de la Redención del mundo y que la Ciudad santa meritaba bien el favor de esta excepción a las reglas ordinarias.")
- Otro ejemplo (esmalte sobre esmalte) son las armerías del reino albanés (antes de 1913) donde el águila bicéfala de sable está puesta sobre un campo de gules:

Estas armerías que caen en falta se blasonan como Armas a inquirir.